# Stefano Tošev
Stefan Tošev, bolgarski general, * 18. december 1859, Stara Zagora, † 27. november 1924, Plovdiv. 
Po njem je imenovan bolgarski kraj General Toševo v Južni Dobrudži.